# Karel Lismont
Karel Lismont, belgijski atlet, * 8. marec 1949.
Lismont je sodeloval na maratonu poletnih olimpijskih igrah leta 1972 in leta 1976.